# Steirermord
Steirermord ist der zwölfte Teil der österreichischen Landkrimi-Filmreihe in der Steiermark aus dem Jahr 2024 von Wolfgang Murnberger. Das Drehbuch von Wolfgang und Maria Murnberger basiert auf den Figuren aus Claudia Rossbachers Steirerkrimis.

## Handlung
Die Vietnamesin Dan-Linh, die Verlobte des Grafen Otto von Glanzberg, dem Oberhaupt des Hauses Glanzberg, wird entführt. Die Lösegeldforderung beträgt eine Million Euro. Der Graf möchte das Ganze, wie vom Entführer gefordert, ohne Polizei regeln. Allerdings ist die Entführte zum Zeitpunkt der Lösegeldübergabe bereits tot, auf der Flucht erschießt der Graf einen der beiden Entführer. Der zweite Kidnapper kann unerkannt entkommen.
Sascha Bergmann vom LKA Graz und dessen Kollegin Anni Sulmtaler nehmen die Ermittlungen in der Adelsfamilie und deren Umfeld auf. Für Bergmann kommt erschwerend hinzu, dass seine Vorgesetzte Nicole Sturm mit dem Grafen befreundet ist und ihn bevorzugt behandelt. Aufgrund seiner Beziehungen erhält der Graf interne Informationen zu den Ermittlungen, Bergmann fühlt sich deshalb in seiner Arbeit behindert. Dan-Linh wurde vermutlich erstickt, der Todeszeitpunkt war in der vorhergehenden Nacht. Sulmtaler wundert, dass sich die Erpresser nicht rückversichert hatten, ob der Graf auf die Forderungen überhaupt einsteigt.
Viktoria von Glanzberg ist die geschiedene Frau des Grafen und Mutter von Alexander, Heinrich ist der Bruder des Grafen. Serafina, die Tochter von Heinrich, ist mit Kristoph Rauner vom Autohaus Rauner verheiratet, deren gemeinsamer Sohn ist Maximilian von Glanzberg. Dr. Seitz ist der Rechtsanwalt der Familie. Bis auf Viktoria, die in Graz lebt, wohnen die Familienmitglieder im Schloss. Serafina und Alexander arbeiten im Magnesitwerk, der Firma des Grafen. Alexander ist dort in Teilzeit tätig und macht ansonsten Musik und komponiert Schlager. Von der Erpressung wussten nur Dr. Seitz, Heinrich und Otto.
Dan-Linh war eine Studienkollegin von Serafina und vor der Entführung wie üblich auf dem Heimweg vom Magnesitwerk. Sie wurde in Deutschland geboren und lebte mit ihrer Familie in Graz, im Werk arbeitete sie bei Otto im Management. Die Scheidung zwischen Otto und Viktoria war einvernehmlich, auch wenn ihre Apanage nicht so hoch ausgefallen war, wie sie das gewünscht hatte. Dafür wurde die Wohnung in Graz finanziert. Als Ehefrau des Grafen hätte Dan-Linh alle gesetzlichen Erbansprüche gehabt. Im Wagen von Dan-Linh findet die Spurensicherung einen Peilsender, sodass die Entführer wussten, wo sie war.
Laut Viktoria hatte Serafina unter der bevorzugten Behandlung von Dan-Linh durch Otto gelitten, der anstelle von Serafina vor ein paar Wochen Linh in den Vorstand bestellt hat. Graf Heinrich hat eine Umsatzbeteiligung von 20 Prozent am Sägewerk. Die Ehe von Viktoria und Otto hatte 10 Jahre vor der Scheidung nur auf dem Papier und zur Repräsentation bestanden. Viktorias jüngere Schwester, die von Geburt an einen Herzfehler hatte, lag eines Morgens tot im Ehebett neben Otto. Er wollte sie in ihr Gästezimmer zurücktragen, damit die Affäre nicht auffliegt, wurde dabei aber von Alexander gesehen. In der Familie hatte jeder angenommen, dass Linh nur an Ottos Geld interessiert war. Die Frau von Heinrich hat diesen verlassen.
Die Familie von Linh betreibt ein Restaurant, ihr Vater war über ihre Verbindung mit dem Grafen nicht glücklich. Die Eltern überlegten eine Rückkehr nach Vietnam. Das Autohaus von Kristoph Rauner war vor drei Jahren kurz vor der Insolvenz, damals erhielt er Unterstützung über seine Frau. Bei dem erschossenen Entführer handelt es sich um dem 30-jährigen Rene Kessler. Er hatte keinen Bezug zur Familie und war wegen Vermögensdelikten bestraft. Seine Freundin Birgit will davon nicht gewusst haben, angeblich hatten sie eine On/Off-Beziehung, daher hatte sie ihn auch nicht vermisst. Außerdem behauptet sie, für die fragliche Zeit ein Alibi zu haben.
Tätowiererin Birgit taucht bei Otto auf und wirft ihm Lynchjustiz an ihrem Freund vor und droht ihm mit einem weiteren Unglück. Laut Gerichtsmediziner wurde Linh vorsätzlich ermordet und ist nicht, wie zunächst vermutet, am Klebeband erstickt. Bergmann und der Graf vermuten, dass sie einen der Entführer erkannt hatte. Serafina und ihr Mann Kristoph geben sich gegenseitig ein Alibi. Das Fluchtmotorrad mit eingeschossenem Rückspiegel wird nach einem anonymen Hinweis am Parkplatz des Asia-Restaurants von Linhs Familie gefunden. Bergmann vermutet, dass die Familie den Auftrag gegeben haben könnte und dem Täter zu wenig bezahlt hat, sodass er das Motorrad jetzt bei ihnen abgestellt hat, um den Verdacht dorthin zu lenken.
Das Motorrad wurde bei Motorradverleih Mazak ausgeliehen, wo Birgit ebenfalls Kundin war. Sie bestätigt, das Motorrad geliehen zu haben, von der Entführung habe sie allerdings nichts gewusst. Sie vermutet, dass ihr Freund nur Mitläufer war. Vor Kurzem hatte sie Rene mit Alexander von Glanzberg gesehen. Der wird bald darauf nach einem Sturz aus dem zweiten Stock schwer verletzt von der Haushälterin Frieda im Arkadenhof des Schlosses gefunden. Auf seinem Handy findet sich eine Nachricht, wonach es ihm leid tue und er mit dieser Schande nicht weiterleben möchte. Im Zimmer von Alexander wird ein Rucksack mit Geld gefunden, Bergmann vermutet, dass Alexander der zweite Entführer war, weil er von seinem Vater zu kurz gehalten wurde. Viktoria und Serafina glauben allerdings nicht, dass Alexander ein Mörder ist und sich selbst hinuntergestürzt hat.
Während Rene Kessler weiter ebenfalls als möglicher Mörder von Linh in Frage kommt, vermutet Sulmtaler einen dritten Mann. Laut seiner Mails wollte Alexander in Berlin ein Tonstudio um 700.000 Euro erwerben, als Anzahlung musste er 70.000 Euro hinterlegen. Er hätte damit ein Motiv für die Erpressung. Rene Kessler war auch vom Staatsschutz unter Beobachtung, registriert als gewaltbereiter Demonstrant und hatte Verbindung zu Verschwörungstheoretikern und zur Reichsbürgerbewegung. Alexander war dagegen eher im linken Bereich aktiv.
Der Gerichtsmediziner findet in einer Kopfwunde von Alexander, die nicht durch seinen Sturz erklärbar ist, einen Splitter. Otto hatte kurz vor dem Sturz eine Auseinandersetzung mit seinem Sohn, die möglicherweise eskaliert ist. Laut Otto war nur noch sein Bruder Heinrich im Schloss. Heinrich wird im Krankenhaus beim Versuch, Alexander zu ersticken, von der Polizei gestellt und verhaftet. Heinrich gesteht, Linh erstickt zu haben. Er hatte die Entführung mit Alexander und Rene geplant, weil Linh die Familie gespalten und seiner Tochter Serafina den Job im Magnesitwerk weggeschnappt hätte. Alexander kann wieder aus dem Krankenhaus entlassen werden.

## Produktion und Hintergrund

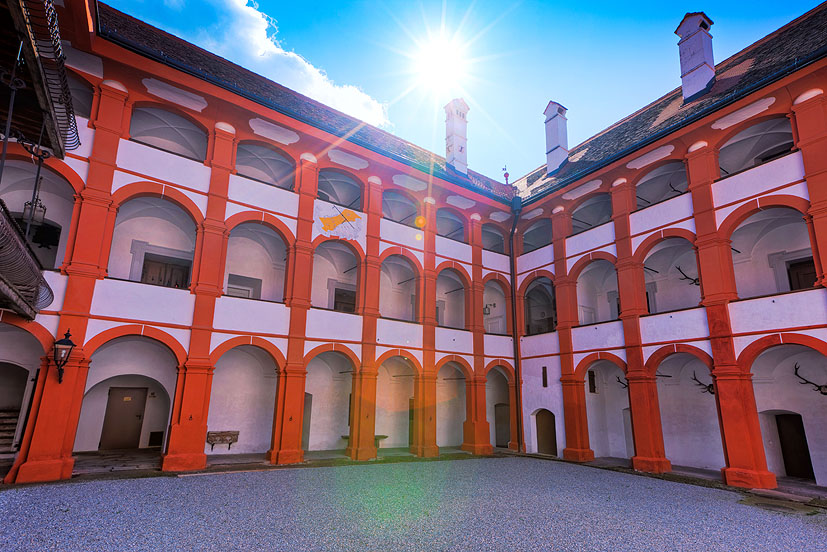
Einer der Drehorte: der Arkadenhof von Schloss Pernegg

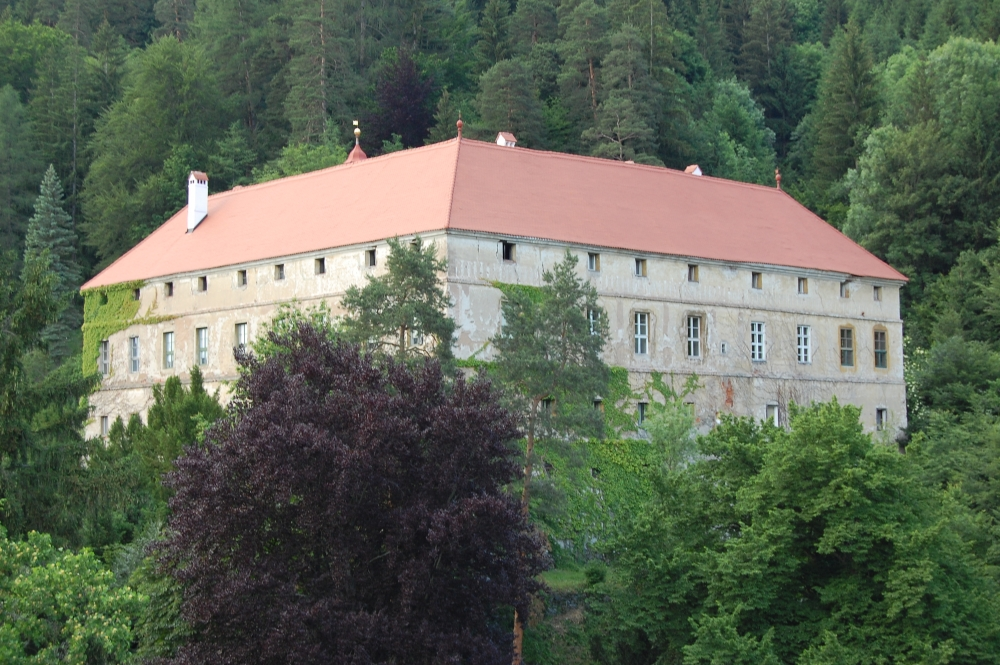
Schloss Pernegg

Die Dreharbeiten fanden vom 26. September bis zum 23. Oktober 2023 in der Steiermark statt. Drehorte waren unter anderem Pernegg, Frohnleiten, Leoben und Bruck an der Mur.
Produziert wurde der Film von der Allegro Film (Produzenten Helmut Grasser und Gabi Stefansich), beteiligt waren der Österreichische Rundfunk und die ARD (ARD Degeto), unterstützt wurde die Produktion von FISA+, dem Fernsehfonds Austria und Cinestyria Filmcommission and Fonds.
Die Kamera führte Peter von Haller, die Musik schrieb Roman Kariolou und wurde vom ORF Radio-Symphonieorchester Wien eingespielt, die Montage verantwortete Britta Nahler und das Casting Nicole Schmied. Das Kostümbild gestaltete Brigitta Fink, das Szenenbild Maria Gruber, den Ton Dietmar Zuson und das Maskenbild Karoline Strobl und Tünde Kiss Benke. Als Intimitätskoordinatorin fungierte Katharina Haudum.

## Reihe
Bei dem Film handelt es sich um die Fortsetzung von Steirerblut (2014), Steirerkind (2018), Steirerkreuz (2019), Steirerwut (2020), Steirertod und Steirerrausch (beide 2021), Steirerstern und Steirergeld (beide 2022) sowie Steirerangst und Steirerschuld (beide 2023) und Steirergift (2024).
2024 entstanden die Folgen 13 Steirerwahn und 14 Steirerstich.

## Veröffentlichung
Auf ORF ON wurde der Film am 9. Dezember 2024 veröffentlicht, die Erstausstrahlung im ORF erfolgte am 10. Dezember 2024.
Im Ersten wurde der Film am 13. Februar 2025 erstmals gezeigt.

## Rezeption

### Kritiken
Oliver Armknecht vergab auf film-rezensionen.de sechs von zehn Punkten. Dieser Landkrimi halte sich eng an bewährte Formeln, mache dabei aber durchaus Spaß. Vor allem die humorvoll-überzeichnete Darstellung der Adelsfamilie sorge für Unterhaltung.
Susanne Bald meinte auf prisma.de, dass nach dem ungewohnt ernsten letzten Fall Steirergift der Ton wieder leichter sei, und Bergmann einmal mehr zu sarkastischer Höchstform auflaufen könne. Der eigentliche Kriminalfall rücke in der von Wolfgang Murnberger wunderbar geschriebenen und umgesetzten Adelsposse in den Hintergrund. Dass ihm ebendieses Schauspiel große Freude bereitete, sehe man besonders Tobias Moretti in der Rolle des Grafen Otto an.
Tilmann P. Gangloff befand auf evangelisch.de, dass die Produktion neben der interessanten Geschichte mit ihren vielen Verdächtigen vor allem von den Dialogen lebe. Gerade die Gespräche zwischen Bergmann und Anni Sulmtaler seien ein großes Vergnügen. Sehenswert sei auch die Besetzung der Familienmitglieder, selbst wenn Moretti alle überstrahle. Als Figur ähnlich reizvoll sei Ottos Bruder Heinrich. Ungewöhnlich für die heitere Reihe sei die von passender Thriller-Musik untermalte Action-Sequenz im ersten Akt.

### Quote
Die Erstausstrahlung im ORF im Dezember 2024 erreichte bis zu 882.000 und durchschnittlich 859.000 Zuseher. Der Marktanteil betrug 33 Prozent, was den bis dahin besten Wert der ORF-Landkrimi-Premieren darstellte.
Im Ersten wurde die Erstausstrahlung am 13. Februar 2025 von 6,26 Millionen Personen gesehen bei einem Marktanteil von 23,6 Prozent.